# Beaupuy (Tarn e Garonna)
Beaupuy è un comune francese di 295 abitanti situato nel dipartimento del Tarn e Garonna nella regione dell'Occitania.

## Società

### Evoluzione demografica
Abitanti censiti